# Łuby-Kurki
Łuby-Kurki – wieś w Polsce położona w województwie podlaskim, w powiecie łomżyńskim, w gminie Miastkowo.
Wierni kościoła rzymskokatolickiego należą do parafii Matki Bożej Różańcowej w Miastkowie.

## Historia
Wieś szlachecka, powstała przed 1400 rokiem. Dawniej nosiła także nazwy Łuby Wielkie i Łuby Duże. Wieś szlachecka położona była w drugiej połowie XVI wieku w powiecie łomżyńskim ziemi łomżyńskiej. W dalszym ciągu występują w niej rodziny o nazwisku Łuba, które pochodzą od dawnych właścicieli tej okolicy Łubów (Lubów) h. Lubicz. Podczas wojny polsko-bolszewickiej w 1920 roku w lesie na zachód od wsi stacjonował 205 pułk piechoty ochotniczej im. Jana Kilińskiego. 
W latach 1921 – 1939 wieś leżała w województwie białostockim, w powiecie łomżyńskim, w gminie Miastkowo.
Według Powszechnego Spisu Ludności z 1921 roku wieś zamieszkiwało 219 osób, 214 było wyznania rzymskokatolickiego a 5 mojżeszowego. Jednocześnie 214 mieszkańców zadeklarowało polską przynależność narodową a 5 żydowską. Było tu 40 budynków mieszkalnych. Miejscowość należała do parafii rzymskokatolickiej w Miastkowie. Podlegała pod Sąd Grodzki i Okręgowy w Łomży; właściwy urząd pocztowy mieścił się w m. Miastkowie.
W wyniku napaści ZSRR na Polskę we wrześniu 1939 miejscowość znalazła się pod okupacją sowiecką. Od czerwca 1941 roku pod okupacją niemiecką. Od 22 lipca 1941 do 1945 włączona w skład Landkreis Lomscha, Bezirk Bialystok III Rzeszy.
Graniczy z miejscowością Łuby-Kiertany. We wsi znajduje się Ochotnicza Straż Pożarna wyposażona w jeden wóz. Istnieje Kronika wsi. 
W czasie II wojny światowej i tuż po niej w okolicach wioski działały oddziały partyzanckie, w skład których wchodziło wielu z jej mieszkańców. W okolicy miejscowości znajduje się kilka bunkrów z okresu okupacji niemieckiej.
W latach 1975–1998 miejscowość administracyjnie należała do województwa łomżyńskiego.